# Chamsi Badalbeyli
Chamsi Badalbeyli (en azéri : Şəmsi Bədəl bəy oğlu Bədəlbəyli; né le 23 février 1911 à Choucha, Empire russe et mort le 23 mai 1987 à Bakou) est un acteur et réalisateur azerbaïdjanais bien connu, Artiste du peuple de la RSS d'Azerbaïdjan (1964).

## Biographie
Chamsi Badal bey oghlu Badalbeyli est né dans la famille d’un éducateur exceptionnel et une personnalité publique Badal Bey Badalbeyli (1875-1932) et de Rahima Gadjar (1880-1966), dans la ville de Choucha, un ancien centre culturel de l'Azerbaïdjan.
Il  reçoit l'enseignement primaire au lycée de Bakou. Après avoir obtenu son diplôme d'études secondaires, Ch. Badalbeyli entre au Collège technique pédagogique d'Azerbaïdjan. Au cours de ces années. En 1927, il est diplômé du Collège technique pédagogique d'Azerbaïdjan. En 1927-1932 il étudie au Conservatoire d'État.

## Activité artistique
- 1932-1942 - directeur adjoint et directeur au Théâtre dramatique d'État d'Azerbaïdjan.
- 1943-1949, 1956-1961, 1963-1974 - directeur artistique de la Philharmonie. Membre du PCUS depuis 1944[1].
- 1974-1976 - Directeur de la Philharmonie.
- Depuis 1976 - Président de la Société de théâtre[4].

## Mémoire
Une rue de Bakou porte son nom. Une plaque commémorative est installée sur le mur de la maison dans laquelle vivait l'acteur.